# Péter Szényi
Péter Szényi (18 marzo 1987) è uno schermidore ungherese.

## Palmarès
In carriera ha conseguito i seguenti risultati:
- Mondiali di scherma

Catania 2011: argento nella spada a squadre.
Budapest 2013: oro nella spada a squadre.
- Europei di scherma

Legnano 2012: argento nella spada a squadre.